# Marigny (cigarette)
Pour les articles homonymes, voir Marigny.
La marque Marigny a été lancée par le Service d’exploitation industrielle des tabacs et allumettes (la SEITA) en mai 1960. La Marigny est composée de tabac brun, « goût français », est longue et munie ou non d'un bout-filtre.

## Histoire
Parmi les autres marques du monopole, elle se situait dans le marché des cigarettes haut de gamme : le paquet coûtait 1,70 francs, contre 1,15 francs pour les Gauloises Caporal. Le nom Marigny était censé évoquer les quartiers « chics » de Paris (il existe une avenue de Marigny à Paris). Qualité et modernité étaient les deux marqueurs mis en avant lors de son lancement, à l'image du paquet flip-top, adopté pour leur emballage. Elle était, selon les publicités de l’époque, « la cigarette [qui] fait partie de votre prestige » , et l’on vantait son goût, « sa fumée fraîche ».
En novembre 1962, on louait la qualité de cette cigarette « faite des meilleurs tabacs de France », et «qui « respire dans son papier poreux qui laisse passer l’air frais. Son filtre rend sa fumée légère, légère … Goût français … fumée fraîche … légèreté … La Marigny est vraiment la cigarette du repos et de la détente ».
Cependant, en raison de l'utilisation d'un papier à haute porosité qui faisait flamber la cigarette, le succès ne fut pas au rendez-vous : la SEITA changea bien le papier, mais la Marigny ne devint jamais une marque phare du groupe, et fut supplantée par la Fontenoy, qui remplissait les mêmes fonctions (marché haut de gamme).

## De nos jours
Toutefois, contrairement à d'autres marques disparues depuis (Gallia, Seïtane, Française), les Marigny sont encore, en 2012, commercialisées, quoique difficiles à trouver, par Imperial Tobacco.
Le paquet a été légèrement modifié : les rayures originelles ont été conservées, mais le blason aux émaux rouges et bleu a disparu, remplacé par un écusson représentant un chevalier, et le bleu-blanc-rouge, a laissé place au marron et or, le tout restant placé sous le signe d’une certaine élégance.

## Les bars-tabacs «Le Marigny»
En  accord avec la SEITA des restaurants, cafés, bars (souvent appelés bars-tabacs dans ce cas) possédant un bureau de tabac, ont pris des noms de marques de cigarettes, pour s’appeler « Le Marigny » par exemple. Cette appellation a souvent perduré après la raréfaction de la marque de cigarette.

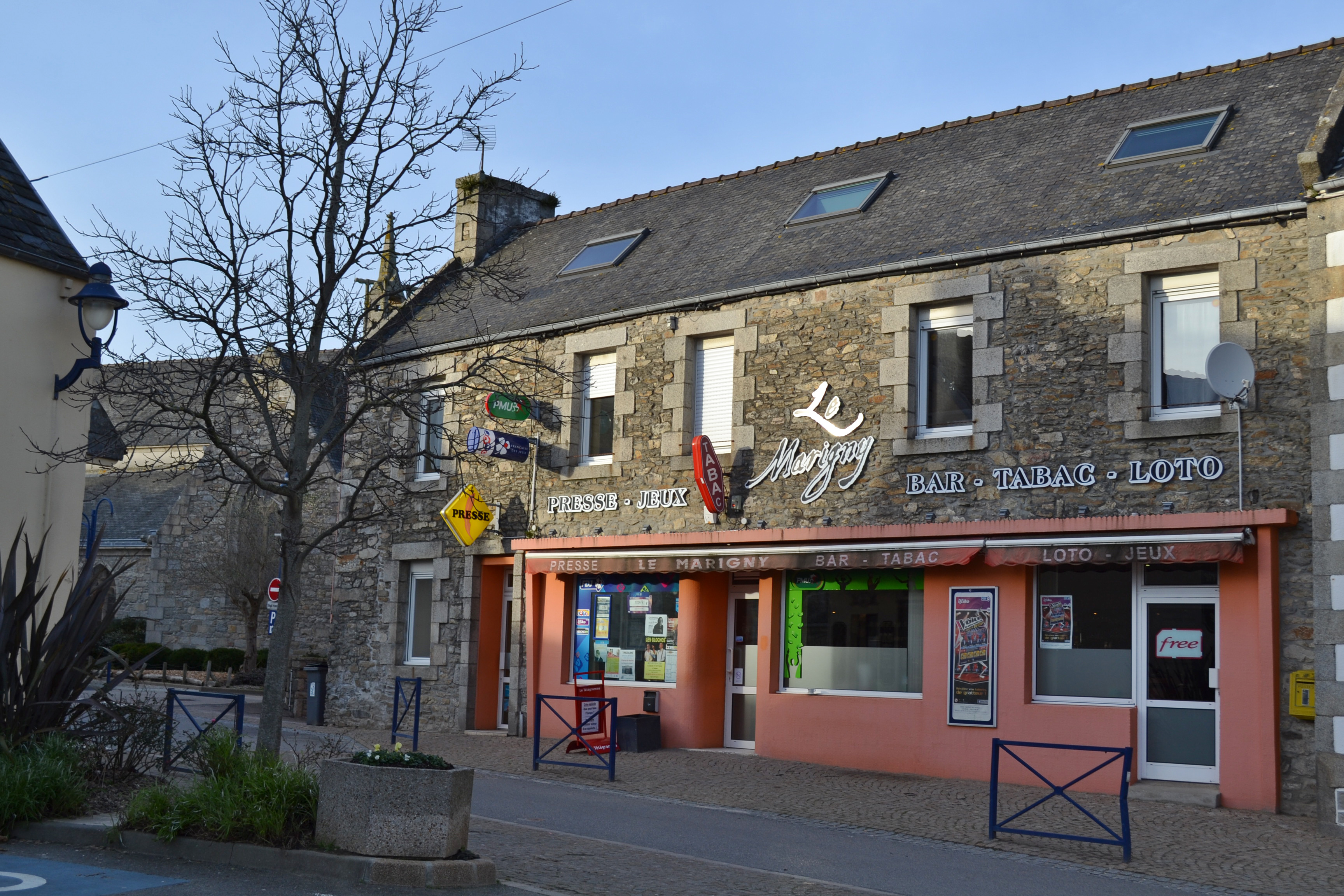
Le bar-tabac « Le Marigny » à Santec (Finistère).
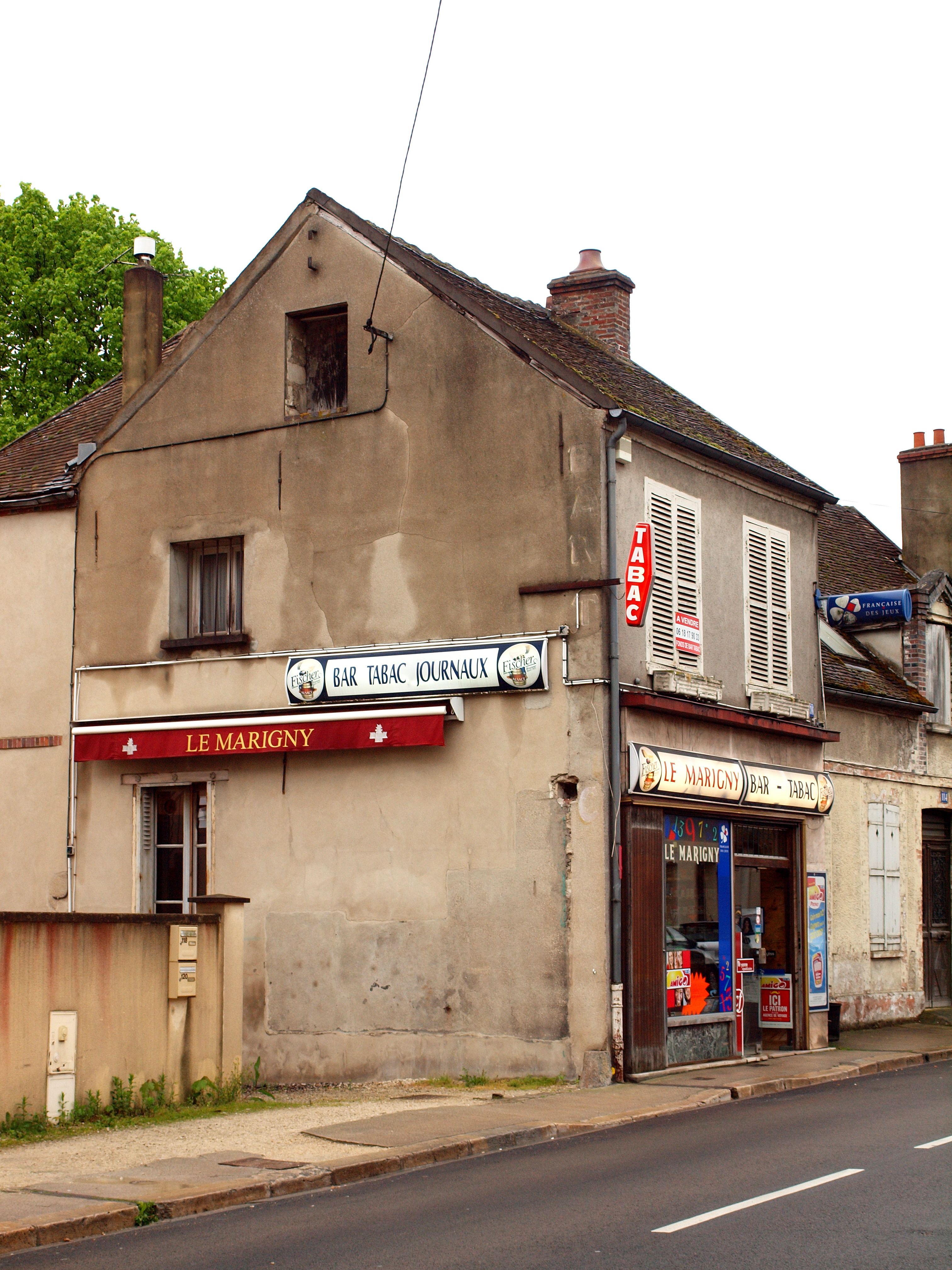
« Le Marigny », « bar tabac journaux » à Sens (Yonne).